# 중간산악

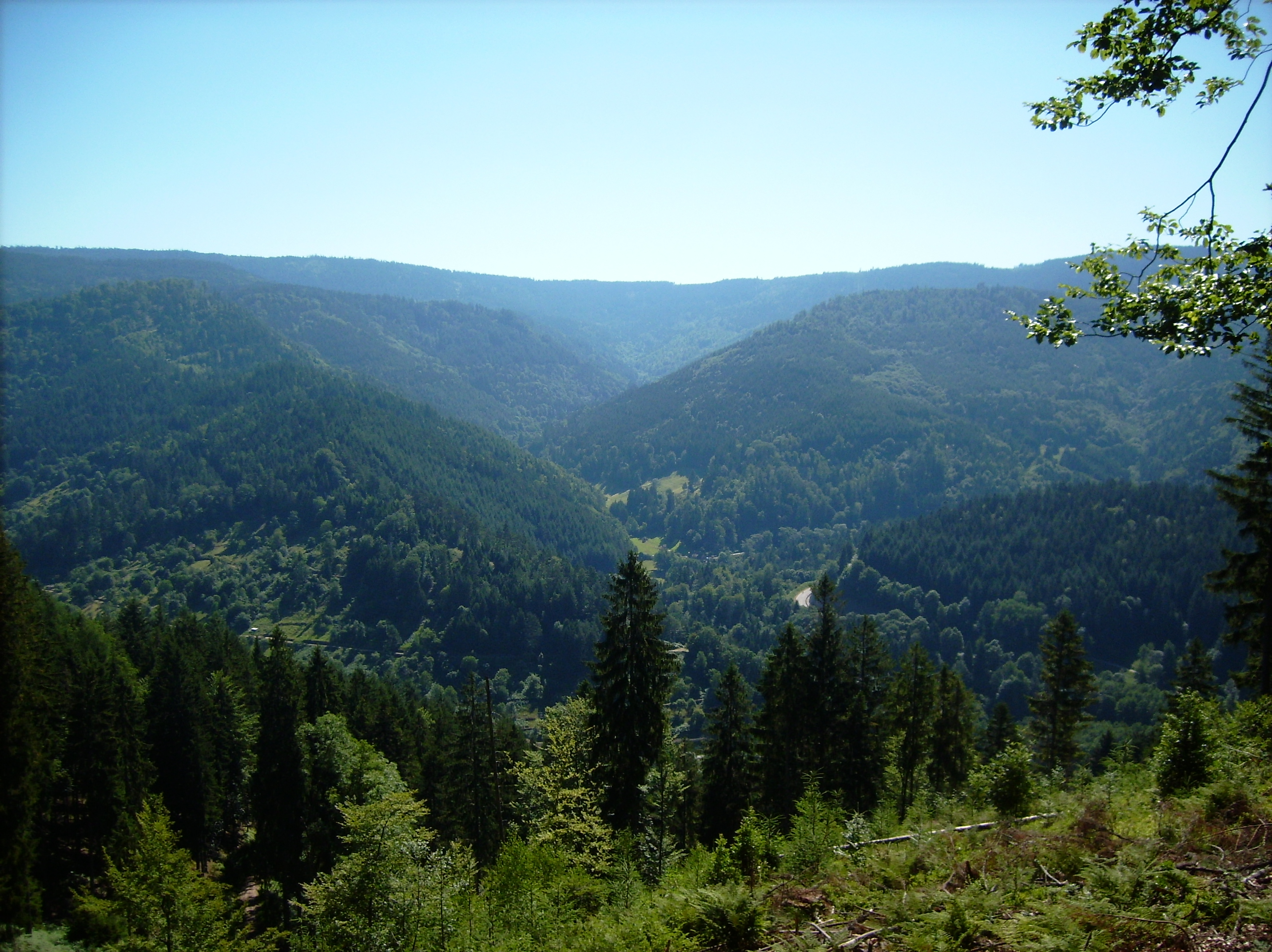
슈바르츠발트.

중간산악(中間山岳, 독일어: Mittelgebirge)은 독일 특유의 표현으로, 산맥이라기에는 어중간한 고지대를 말한다. 중앙유럽, 특히 중독일과 남독일에서 두드러지는 지형이다. 말하자면 구릉과 진짜 산맥(알프스 같은 것)의 중간 정도 높이의 지형을 말한다.
주변 지형과 비교해서(해수면 기준이 아님에 주의) 대략 200-500 미터 정도 솟아오른 지형을 말한다. 아무리 높아 봐야 정상이 삼림한계선에 도달하지 않으며, 빙하기 이후 만년설이 형성된 역사가 없다.
앞에 관사 die를 붙여서 die Mittelgebirge 라고 쓰면 이런 중간산악지형들이 모여 있는 독일 중앙고지대를 가리키는 말이 된다.